# Inger Stevens
Inger Stevens (* 18. Oktober 1934 als Inger Stensland in Stockholm; † 30. April 1970 in Los Angeles, Kalifornien) war eine schwedisch-amerikanische Schauspielerin.

## Werdegang
Inger Stevens war ein schüchternes, unsicheres und kränkliches Kind. Als sie sechs Jahre alt war, ließen sich ihre Eltern scheiden und sie zog mit ihrem jüngeren Bruder Ola zu ihrem Vater, Per Stensland, in die Vereinigten Staaten, wo dieser sich aufgrund eines gewonnenen Stipendiums aufhielt. Die Familie ließ sich in Manhattan (Kansas) nieder. Nach einer freudlosen Jugend, die u. a. durch ständige Streitigkeiten mit der Stiefmutter gekennzeichnet war, verließ Inger Stevens ihr Zuhause und ging 1953 nach New York, um dort eine Filmkarriere zu beginnen.
Sie arbeitete in der Bekleidungsbranche und nahm nebenbei Schauspielunterricht bei Lee Strasberg, dem Eigentümer des Actors Studios und Vater der US-Schauspielerin Susan Strasberg. Zum ersten Mal tauchte Inger Stevens in den frühen fünfziger Jahren auf dem Bildschirm auf. 1955 heiratete sie ihren Agenten Anthony Soglio, aber die Ehe hielt nur sechs Monate. Ihren ersten Film mit dem Titel Man On Fire drehte sie 1957 mit Bing Crosby, mit dem sie auch eine Affäre hatte. Im gleichen Jahr erlitten sie und einige Mitglieder des Teams bei Dreharbeiten zu dem Film Cry Terror in einem Tunnel Rauchvergiftungen.
1959 ging sie zurück nach New York und Neujahr 1960 versuchte sie sich mit Schlaftabletten das Leben zu nehmen. Drei Tage später wurde sie bewusstlos aufgefunden. Die Folgen des Suizidversuchs waren geschwollene Beine und eine 14 Tage andauernde Blindheit. Zur Überraschung aller erholte sie sich davon und hatte schon zwei Monate später Gastauftritte in mehreren Fernsehserien. 1961 kam sie bei einem Flugunfall in Lissabon mit dem Leben davon, kurz bevor das Flugzeug explodierte. Im gleichen Jahr ehelichte sie, angeblich heimlich, den schwarzen Produzenten und US-Schauspieler Isaac Lolette Jones (Ike Jones).
In den Jahren 1961 bis 1966 trat sie in der sehr erfolgreichen Fernsehserie The Farmer’s Daughter der US-Fernsehgesellschaft ABC auf. Nach zahlreichen Auftritten in mehreren Shows und Werbespots war sie nun der Star in ihrer eigenen Show. Dem Leid ihrer Mitmenschen gegenüber nicht gleichgültig, auch aufgrund zweier geistig zurückgebliebener Cousins in der eigenen Familie, verbrachte sie viele Stunden im Kreise behinderter Kinder. Inger Stevens war die Vorsitzende des kalifornischen Ausschusses behinderter Kinder und der Kommission des Neuropsychiatrischen Instituts am UCLA Medical Center, berufen durch den kalifornischen Gouverneur Edmund „Pat“ Brown. Nachdem die TV-Serien abgedreht waren, wandte sie sich wieder ihrer Filmkarriere zu.
Von 1966 bis 1969 trat sie zusammen mit vielen Hollywoodgrößen in zahlreichen erfolgreichen Filmen vor die Kamera, so z. B. in Nur noch 72 Stunden mit Richard Widmark und Henry Fonda oder auch in Leitfaden für Seitensprünge mit Walter Matthau und Robert Morse, in Die fünf Vogelfreien mit James Stewart und wieder Henry Fonda sowie in A Dream of Kings mit Anthony Quinn und dem Western Hängt ihn höher mit Clint Eastwood, um nur einige zu nennen. Ihr zweiter Anlauf zu einer großen Filmkarriere war geglückt und ihre Zukunft schien verheißungsvoller denn je. Sie hatte es geschafft, von einem der ersten Fernsehstars zu einem großen Filmstar aufzusteigen. Anfang 1970, nach Beendigung der Dreharbeiten zum Fernsehfilm Der Mörder meines Bruders (ABC), kam sie mit Aaron Spelling, dem später berühmten Produzenten, überein, wöchentlich in einer von ihm produzierten Fernsehserie mitzuwirken.
Am Morgen des 30. April 1970 wurde Inger Stevens von ihrer Bekannten und ehemaligen Mitbewohnerin Lola McNally bewusstlos in ihrer Küche aufgefunden. Bei ihrer Ankunft in einem nahegelegenen Hospital wurde sie offiziell für tot erklärt. Gemäß der ersten Begutachtung, und spätere toxikologische Untersuchungen bestätigten dies, starb sie an einer Überdosis Barbiturate. Es soll aber auch Hinweise geben, dass Inger Stevens umgebracht worden ist. Unmittelbar nach ihrem Tod erhob ihr „heimlicher“ Gatte Anspruch auf die sterblichen Überreste und ihr Vermögen. Ihr Leichnam wurde eingeäschert und die Asche über dem Pazifischen Ozean verstreut. Kurz vor ihrem Tode hatte sie Burt Reynolds kennengelernt. Auf die Frage nach einer Beziehung schwieg Reynolds beharrlich und sagte höflich, aber bestimmt: „Kein Kommentar“.

## Filmografie (Auswahl)

### Filme
- 1957: Die große Schuld (Man on Fire)
- 1958: Cry Terror
- 1958: König der Freibeuter (The Buccaneer)
- 1959: Die Welt, das Fleisch und der Teufel (The World, the Flesh and the Devil)
- 1964: Assistenzärzte (The New Interns)
- 1967: Das Mörder-Syndikat (The Borgia Stick)
- 1967: Leitfaden für Seitensprünge (A Guide for the Married Man)
- 1968: Der Gnadenlose Ritt (A Time for Killing)
- 1968: Die fünf Vogelfreien (Firecreek)
- 1968: Nur noch 72 Stunden (Madigan)
- 1968: Todfeinde (Five Card Stud)
- 1968: Hängt ihn höher (Hang ’em High)
- 1969: Jedes Kartenhaus zerbricht (House of Cards)
- 1969: Matzoukas, der Grieche (A Dream of Kings)
- 1970: Quest: The Mask of Sheba
- 1970: Der Mörder meines Bruders (Run, Simon, Run)

### Fernsehserien
- 1959: Bonanza (Folge 1x03 The Newcomers)
- 1960: Twilight Zone (Folgen The Lateness of the Hour und The Hitchhiker)
- 1961: Kein Fall für FBI  (The Detectives, Folge 3x09)
- 1963–1966: Katy (The Farmer’s Daughter, 101 Folgen)